# Âme (lutherie)
Pour les articles homonymes, voir Âme (homonymie).

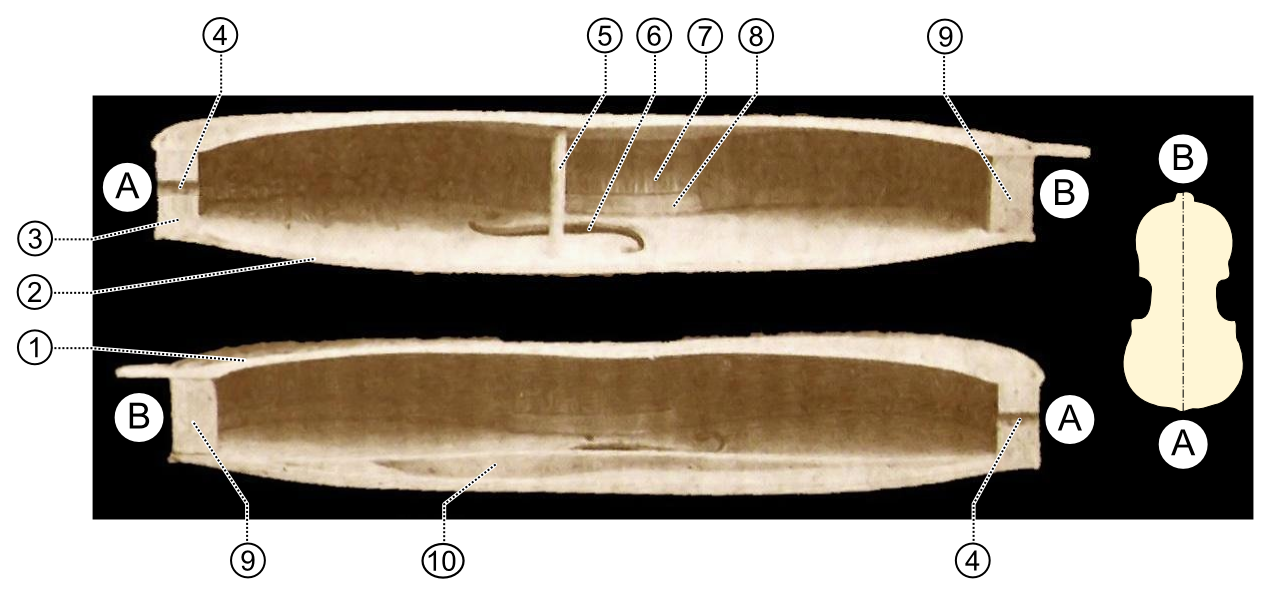
Dans cette vue en coupe de la caisse de résonance d'un violon, l'âme est la pièce n°5.

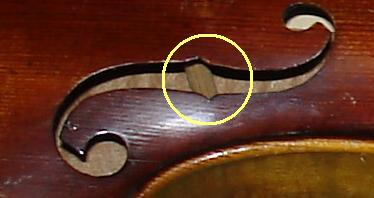
L'âme d'un violon, entourée en jaune, vue à travers l'ouïe de droite.

Dans un instrument à cordes, l'âme est une pièce d'épicéa placée à l'intérieur de la caisse de résonance, maintenue verticalement entre le fond et la table. Ce maintien a lieu sans collage, par la pression qu'exerce la table, elle-même due à la tension des cordes. L'âme est située à quelques millimètres du pied droit du chevalet, entre celui-ci et le cordier. Elle n'est pas exactement cylindrique, mais légèrement conique.
On trouve une âme dans tous les instruments de la famille du violon (violon, alto, violoncelle, contrebasse) ; dans certaines violes ; dans des guitares Archtop ; dans les cithares à cordes frappées, dans les vielles à roue...
L'âme a deux fonctions qui s'appuient sur sa proximité avec le chevalet :
- transmettre les vibrations des cordes (qui sont passées dans le chevalet) au fond de l'instrument ;
- permettre à la table de résister à l'importante pression exercée par les cordes par l'intermédiaire du chevalet ; l'âme est d'ailleurs le seul point de soutien de la table au milieu de l'instrument.

Le placement de l'âme à l'intérieur de l'instrument se fait alors que celui-ci est terminé, en utilisant une pointe aux âmes. Cet outil comporte une extrémité pointue, sur laquelle le luthier pique l'âme pour l'introduire par l'ouïe droite, et une extrémité en creux, qui permet de pousser doucement l'âme vers sa position finale.
La position de l'âme dans l'instrument influe sur la sonorité de l'instrument. De très petits ajustements, en général d'un demi-millimètre au maximum, ont lieu pour augmenter ou diminuer le volume sonore, la puissance du registre aigu ou du registre grave, ou pour modifier le timbre. Toutefois, la criticité du placement de l'âme (à une échelle millimétrique) est mis en doute par certains acousticiens .
La qualité du contact de l'extrémité basse de l'âme avec le fond peut se vérifier par l'ouïe. Mais pour s'assurer que l'extrémité haute de l'âme est en contact normal avec la face inférieure de la table, le luthier utilise en général un miroir de dentiste (petit miroir circulaire fixé au bout d'une tige métallique).